# Edward Hartwig

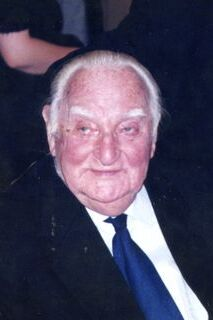
Edward Hartwig, 1999

Edward Hartwig (* 6. September 1909 in Moskau; † 28. Oktober 2003 in Warschau, Polen) zählt zu den bedeutendsten mitteleuropäischen und polnischen Fotografen des 20. Jahrhunderts.

## Leben
Edward Hartwig, der 1909 in Moskau geboren wurde, wuchs in Lublin auf und studierte in Wien bei Rudolf Koppitz Fotografie. Er arbeitete hauptsächlich in Warschau und hatte enge Kontakte zu Künstlern wie Tadeusz Kantor und Henryk Berlewi. Das Album „Fotografika“ wurde in verschiedenen Sprachen verlegt und brachte ihm internationale Anerkennung. Es folgten eine Vielzahl von Ausstellungen in Europa und Übersee. Hartwig ist Gründungsmitglied des Polnischen Kunstfotografenverbandes (ZPAF). Der Nachlass Edward Hartwigs wird exklusiv von Gaiser & Cie. in Frankfurt am Main vertreten.

## Ausstellungen
- Edward Hartwig – Poetic Rebel vom 27. September 2012 bis 28. Februar 2013 in der Stadtgalerie Neu-Isenburg
- Buch zur Ausstellung: Edward Hartwig - Poetic Rebel. verfügbar ab 14. Dezember 2011
- Edward Hartwig – "Henryk Berlewi Models" bei Schindowski Heller – Moonblinx Gallery – bis 14. September 2011
- Edward Hartwig – eine Retrospektive in München Moonblinx Gallery und Gaiser & Cie. zu Gast im Polnischen Kulturzentrum  vom 3. März bis 6. April 2011
- Große Lichtbildner des 20. Jahrhunderts – Edward Hartwig (1909–2003) Retrospektive des polnischen Meisterfotografen im Kamera- und Fotomuseum Leipzig vom 27. Februar 2010 bis 30. Mai 2010[1]
- Edward Hartwig „Eintritt verboten“ Moonblinx Gallery zu Gast im Polnischen Institut Düsseldorf vom 24. November 2009 bis 19. Februar 2010
- Edward Hartwig "Eintritt verboten" in der Moonblinx Gallery, Frankfurt, in der Mainzer Landstraße 65-67 in Frankfurt am Main vom 5. September 2009 bis 10. Oktober 2009
- Edward Hartwig „Eintritt verboten“ Moonblinx Gallery zu Gast im Polenmuseum Rapperswil vom 4. Juli 2009 bis 30. August 2009
- „Fotofest Houston“ (1988)
- „10 Great Art Photographers of FIAP“ (Padua, 1979)
- „10 Photographers of the World“ Neustadt Galerie (Wien, 1971)
- Photokina (Köln, 1969)
- International Photography Exhibition, Richmond Art Gallery (Kanada, 1955)